# Ashtoret miersii
Ashtoret miersii is een krabbensoort uit de familie van de Matutidae. De wetenschappelijke naam van de soort is voor het eerst geldig gepubliceerd in 1887 door Henderson.